# El Parotillo
El Parotillo är en ort i Mexiko.   Den ligger i kommunen Acatepec och delstaten Guerrero, i den södra delen av landet, 270 km söder om huvudstaden Mexico City. El Parotillo ligger 1 286 meter över havet och antalet invånare är 108.
Terrängen runt El Parotillo är lite bergig. Runt El Parotillo är det ganska tätbefolkat, med 58 invånare per kvadratkilometer. Närmaste större samhälle är Ayutla de los Libres, 16,0 km sydväst om El Parotillo. I omgivningarna runt El Parotillo växer huvudsakligen savannskog.